# Stora Horssjön, Södermanland
Stora Horssjön är en sjö i Södertälje kommun i Södermanland och ingår i Trosaåns huvudavrinningsområde. Sjön är 5,5 meter djup, har en yta på 0,05 kvadratkilometer och befinner sig 61 meter över havet. Vid provfiske har abborre, gers, gädda och mört fångats i sjön.